# Schizonycha duplicata
Schizonycha duplicata är en skalbaggsart som beskrevs av Hermann Julius Kolbe 1895. Schizonycha duplicata ingår i släktet Schizonycha och familjen Melolonthidae. Inga underarter finns listade i Catalogue of Life.